# Sainte-Colombe-près-Vernon
Sainte-Colombe-près-Vernon är en kommun i departementet Eure i regionen Normandie i norra Frankrike. Kommunen ligger i kantonen Vernon-Nord som tillhör arrondissementet Évreux. År 2022 hade Sainte-Colombe-près-Vernon 310 invånare.

## Befolkningsutveckling
Antalet invånare i kommunen Sainte-Colombe-près-Vernon
Referens:INSEE